# 峒敢高原鰍
峒敢高原鰍（學名：Triplophysa dongganensis）為輻鰭魚綱鯉形目條鰍科高原鰍屬的其中一種。分布於亞洲中國廣西壯族自治區環江毛南族自治縣川山鎮峒敢村的一個洞穴，本魚體延長且側扁，口下位，頭扁平，無眼，體呈乳白色，具觸鬚3對，魚鰭透明，尾鰭呈叉形，無鱗片覆蓋，體長可達10.6公分，棲息在洞穴底層水域，生活習性不明。

## 扩展阅读
維基物種上的相關：峒敢高原鰍